# Aeroporto internazionale di Saipan
L'aeroporto internazionale di Saipan (IATA: SPN, ICAO: PGSN, FAA LID: GSN), noto anche come Francisco C. Ada/Saipan International Airport, è un aeroporto civile situato sull'isola di Saipan nelle Isole Marianne Settentrionali, di proprietà della Commonwealth Ports Authority. L'aeroporto era precedentemente noto come Aslito (durante il Mandato del Pacifico meridionale) e come Isely Field (durante la seconda guerra mondiale).
A questo aeroporto è assegnato un identificatore di posizione di tre lettere di GSN dalla Federal Aviation Administration, ma il codice dell'aeroporto della International Air Transport Association (IATA) è SPN (la IATA ha assegnato GSN all'aeroporto di Mount Gunson in Australia).

## Descrizione
L'aeroporto internazionale di Saipan copre un'area di 297 ettari e possiede due piste: una di 2651 x 61 m e l'altra di 2134 x 30 m.
Al 31 gennaio 2022, l'aeroporto ha effettuato 27875 operazioni di volo, una media di 76 al giorno: 28% aviazione generale, 69% aerotaxi, 3% commerciale e <1% militare.

## Storia

### Seconda guerra mondiale

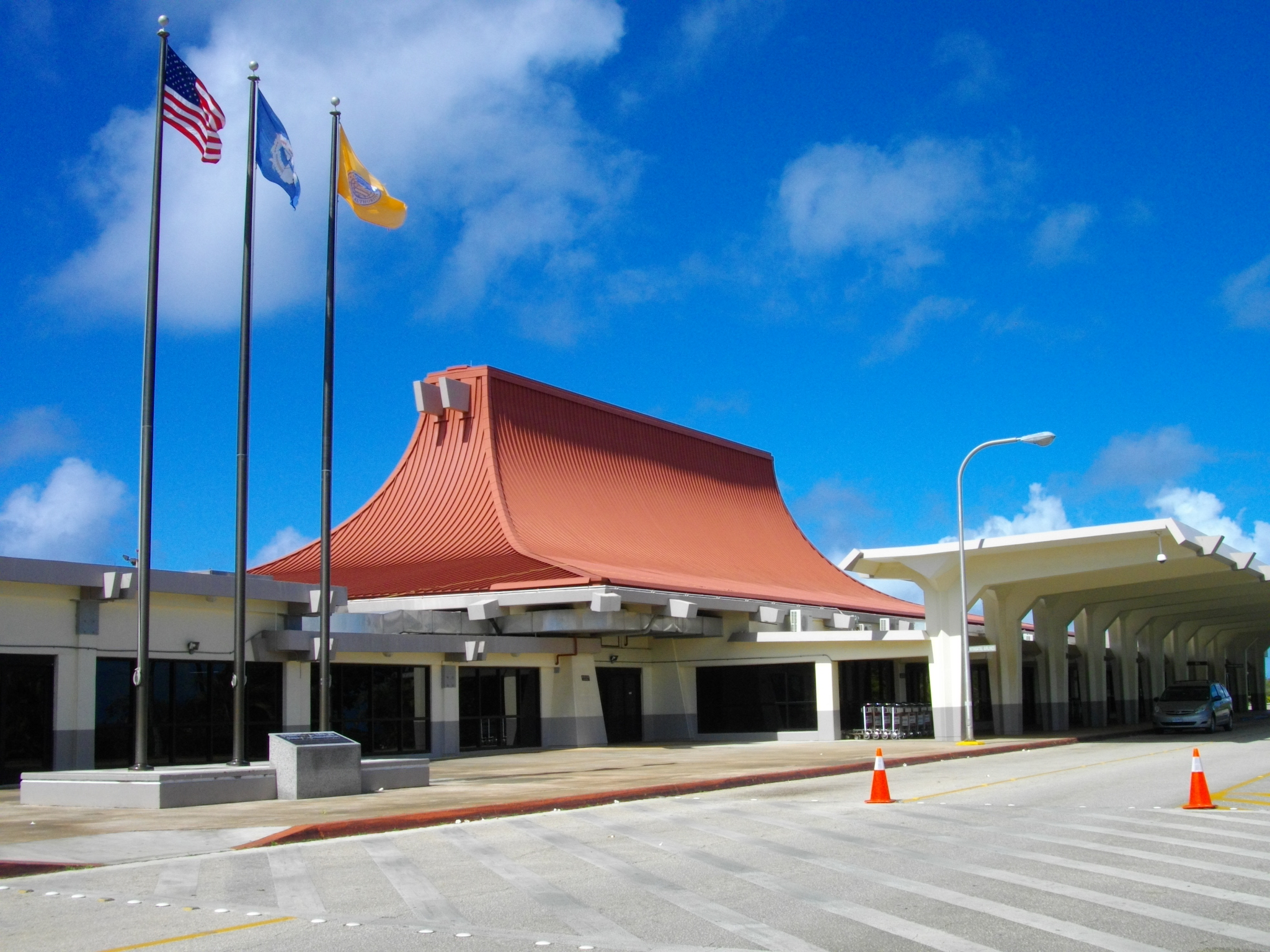
Il terminal dell'aeroporto.

L'aeroporto internazionale di Saipan fu costruito nel 1933 dal Dai-Nippon Teikoku Kaigun Kōkū Hombu (IJNAS) come base militare temporanea a due piste per l'addestramento e l'atterraggio. Nel 1937 la Marina iniziò a migliorare l'aeroporto per un uso militare completo, nonostante il divieto del diritto internazionale di costruire strutture militari all'interno del Mandato del Pacifico meridionale. In seguito all'attacco contro gli Stati Uniti nel 1941, il campo fu ribattezzato Aslito Field (アスリート飛行場), ispirato al nome indigeno Chamoru dell'area in cui si trovava, As Lito.
L'IJNAS assegnò due squadroni di Mitsubishi A6M5a-52 Zero all'aeroporto a metà giugno 1944. Questi squadroni presero parte all'occupazione delle Isole Marianne durante la battaglia del Mare delle Filippine, venendo quasi tutti distrutti dalle forze statunitensi.
L'aeroporto fu conquistato dalla 27ª divisione di fanteria dell'esercito degli Stati Uniti il 18 giugno 1944, durante la battaglia di Saipan. Durante la battaglia, uno Zero di Guam atterrò all'Aslito Airfield, poiché il pilota non sapeva che il campo era già sotto il controllo statunitense. All'atterraggio il velivolo fu colpito e danneggiato, schiantandosi in prossimità della fine della pista. Il campo fu ribattezzato Isely Field in onore del comandante della Marina Robert H. Isely, rimasto ucciso il 13 giugno 1944 durante gli scontri per conquistare l'aeroporto.
Le forze statunitensi della Seabees del 3º Battaglione dei Marines ampliarono e ripararono rapidamente l'aeroporto, che fu assegnato alle operazioni della Twentieth Air Force.

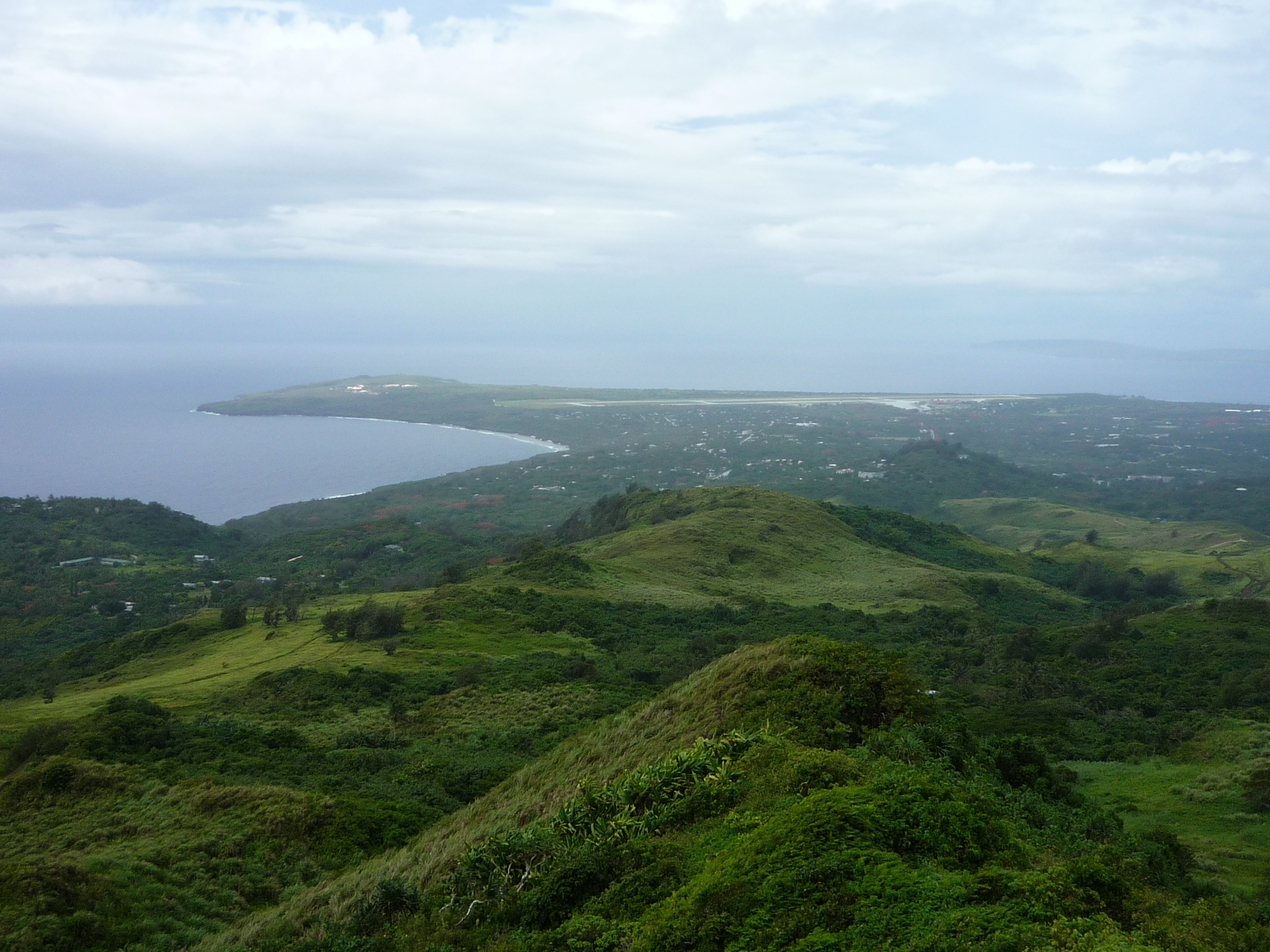
L'aeroporto internazionale di Saipan (sullo sfondo), fotografato dalla cima del Monte Tapochau.

Il 12 ottobre 1944, il primo B-29 Joltin Josie The Pacific Pioneer pilotato dal generale Haywood S. Hansell, comandante generale dell'unità XXI Bomber Command e copilotato dal maggiore Jack J Catton dell'873d Bombardment Squadron, arrivò a Isely Field. Entro il 22 novembre, oltre 100 B-29 atterrarono nell'aeroporto. Alla XXI Bomber Command fu assegnato il compito di distruggere l'industria aeronautica del Impero giapponese in una serie di attacchi di precisione ad alta quota e alla luce del giorno.
Dopo diversi mesi di deludenti attacchi di bombardamento da Isely (e dagli altri aeroporti della Twentieth Air Force come Guam e Tinian), il generale Curtis LeMay, comandante della Twentieth Air Force, emanò una nuova direttiva per sostituire gradualmente gli attacchi diurni ad alta quota con delle incursioni incendiarie a bassa quota e ad alta intensità durante la notte. Questi attacchi notturni al Giappone si rivelarono devastanti e portarono alla distruzione di importanti obiettivi situati nelle aree industriali di Tokyo, Nagoya e Osaka. In risposta a questi attacchi, la maggior parte degli attacchi aerei giapponesi sulle Isole Marianne tra il novembre 1944 e il gennaio 1945 si concentrarono sull'aeroporto.

### Dopoguerra

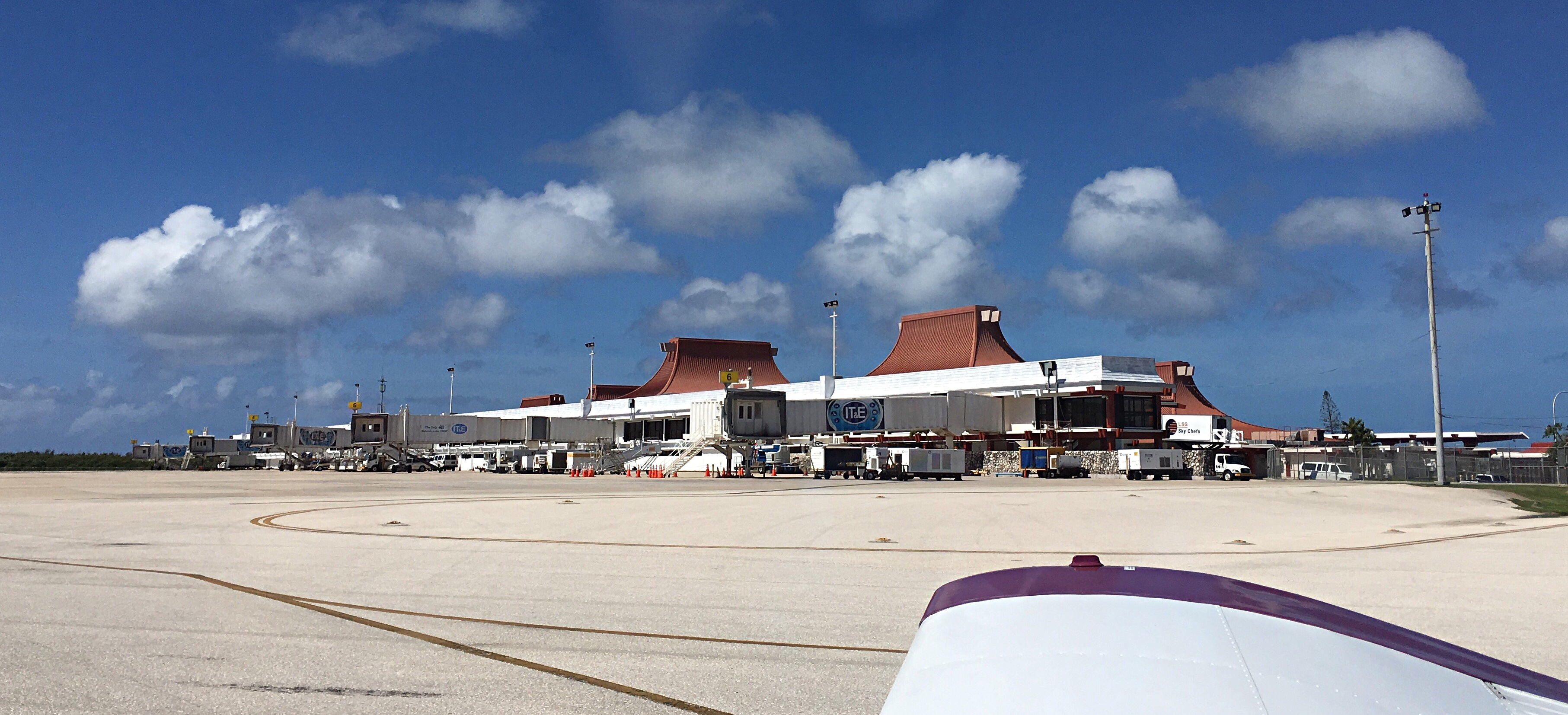
L'aeroporto nel 2016

Con la fine della guerra, i B-29 furono trasferiti nella base aerea di Clark nelle Filippine per la demolizione.
L'aeroporto internazionale di Saipan entrò in funzione il 25 luglio 1976. La Continental Micronesia aprì il suo hub principale nell'aeroporto di Saipan. Col passare del tempo, il traffico generale della compagnia aerea da e per Saipan diminuì a causa dello scioglimento del Territorio fiduciario delle Isole del Pacifico. Il 15 luglio 2008 fu effettuato l'ultimo volo della rotta Manila-Saipan da parte della compagnia aerea.
Nel 1981 l'aeroporto e le strutture sopravvissute alla seconda guerra mondiale sono state incluse nel National Register of Historic Places.
La Northwest Airlines servì Saipan da Tokyo-Narita utilizzando aerei McDonnell Douglas DC-10 e Boeing 747, mentre la Japan Airlines (JAL) servì Saipan da Narita e da Osaka-Kansai utilizzando rispettivamente aerei DC-10 e Boeing 767. Nel 2005 la JAL ha sospeso le sue rotte dal Giappone a Saipan; nonché quelle da Osaka e Nagoya, che furono rilevate dalla Northwest. Quell'anno l'aeroporto fu ribattezzato in onore dell'ex tenente governatore Francisco C. Ada.
La Delta Air Lines ereditò le rotte per Saipan dalla Northwest in seguito all'acquisizione di quest'ultima nel 2008. Nel 2018 la Delta decise di sospendere le sue rotte per Saipan, contemporaneamente alla cessazione del servizio a Palau e Guam. Tra i motivi che spinsero Delta al ritiro dall'isola ci furono la minore domanda, così come la maggiore necessità di ulteriori Boeing 757 sui voli nazionali statunitensi. Nel 2019 la Skymark Airlines iniziò i voli per Saipan utilizzando i Boeing 737.

## Incidenti
- Un aereo della Star Marianas si schiantò durante la fase di atterraggio il 17 novembre 2012, provocando un decesso.[19]

## Compagnie aeree e destinazioni
| Compagnia aerea          | Destinazioni                          |
| ------------------------ | ------------------------------------- |
| Air Busan                | Pusan                                 |
| Air Seoul                | Seul–Incheon                          |
| Asiana Airlines          | Seul–Incheon Stagionale: Osaka–Kansai |
| Beijing Capital Airlines | Hangzhou                              |
| China Eastern Airlines   | Pechino–Daxing                        |
| HK Express               | Hong Kong                             |
| Jeju Air                 | Pusan, Seul–Incheon                   |
| Southern Airways Express | Guam, Rota, Tinian                    |
| Star Marianas Air        | Guam, Rota, Tinian                    |
| T'way Air                | Seul–Incheon                          |
| United Airlines          | Guam, Tokyo–Narita                    |

## Statistiche

### Principali destinazioni
| Classifica | Città  | Passeggeri | Compagnia aerea         |
| ---------- | ------ | ---------- | ----------------------- |
| 1          | Guam   | 51940      | Stella Marianas, United |
| 2          | Tinian | 30520      | Stella Marianas         |
| 3          | Rota   | 12610      | Stella Marianas, United |